# M876
M876 är en motorväg i Storbritannien. Detta är en kortare motorväg på 12,9 kilometer som binder ihop de längre motorvägarna M9 och M80 vid Falkirk i Skottland.